# Kárpáti Aurél (író)
Kárpáti Aurél, született Gungl Aurél Miklós (Cegléd, 1884. december 5. – Budapest, 1963. február 7.) Kossuth-díjas magyar színházi és irodalmi kritikus, író, költő. Fia ifjabb Kárpáti Aurél, sakkfeladványszerző, sportvezető, újságíró.

## Életpályája
Gungl Ignác hivatalnok és Nelhibel Gizella fia. Az esztergomi tanítóképző elvégzése után fővárosi napilapok és hetilapok munkatársaként működött, a Magyar Szemlébe, a Hazánk című napilapba és az Új Időkbe írt verseket, kritikákat. A Nyugat megindulása után is A Hét munkatársa maradt. 1910-ben Halasi Andorral megindította a Kritika című folyóiratot. Az első világháború időszakában a Déli Hírlap, majd A Nap szerkesztőségében dolgozott. 1922-től színikritikáinak többsége a Pesti Naplóban jelent meg, annak munkatársa maradt a lap megszűnéséig (1939). A Nyugatban is közreadták írásait. Az 1930-as évektől vezető szerepet vállalt a Vajda János Társaság irányításában.
A második világháború után is gyakran közölték a lapok írásait, irodalmi és színházi kritikáit. Mint kritikus, a korabeli színházi és irodalmi életben jelentős szerepet töltött be. Szépirodalmi művei közül a Bihari remete című elbeszélése az egyik legemlékezetesebb alkotása.
Művészeti kritikáinak sikere abban rejlett, hogy valójában ő nem is kritizálni akart, hanem előadni azokat az élményeit, benyomásait, amelyeket belőle a színházi előadás, az irodalmi mű vagy a képzőművészeti alkotás kiváltott, s mindezt nem annyira egyszerű sajtókritika formájában, hanem irodalmi kereteken belül adta elő, esszé-formában.

## Társasági tagsága
- Magyar Írószövetség (intézőbizottsági tag, 1945-1956)
- Vajda János Társaság (elnök)[7]

## Kötetei (válogatás)

### Szépirodalom
- Az én örökségem (versek, Budapest, 1909);
- Éjszakai ballada. Novellák; Singer és Wolfner, Budapest, 1912
- Budai képeskönyv (elbeszélés, Budapest, 1913);
- Három régi esztendő (regény, Budapest, 1918);
- A bihari remete és egyéb történetek (elbeszélés, Budapest, 1920);
- Hamis tüzek. Kis regény; Népszava, Budapest, 1920 (Világosság-könyvtár)
- Kaláris (versek, Budapest, 1921);
- Aquamanile. Regény; Kultúra, Budapest, 1922 (Magyar regényírók)
- A nyolcadik pohár (regény, Budapest, 1927)
- Tavaszi felhők az égen... Regény; Tolnai, Budapest, 1927 (Tolnai regénytára)
- Új magyar líra. Fiatal költők antológiája; összeáll. Kárpáti Aurél; Vajda János Társaság, Budapest, 1934
- Halottak, akik élnek. Huszonhárom magyar elbeszélő; vál. Kárpáti Aurél; Est-Lapok, Budapest, 1936 (Pesti Napló könyvek)
- A bagoly; Athenaeum, Budapest, 1937
- Néma hegedű (elbeszélés, Budapest, 1943)
- Él még Bánk! Katona József; Szépirodalmi, Budapest, 1955
- A hollófürtű kedves - Történelmi miniatűrök (elbeszélés, Budapest, 1958)
- A vándor visszanéz; Magvető, Budapest, 1963 (elbeszélések, versek)
- Új magyar líra. Fiatal költők antológiája; összeáll. Kárpáti Aurél, szerk. Téglás János, utószó Rába György; Ságvári Nyomdaipari Szakközépiskola és Szakmunkásképző Intézet–Szikra Lapnyomda, Budapest, 1989 (Irodalmi ritkaságok betűhív kiadásban)

### Tanulmányok
- A búsképű lovag - Irodalmi noteszlevelek 1911-1919 (Budapest, 1920)
- A kételkedő kritikus (Budapest, 1928)
- A menekülő lélek (Budapest, 1934)
- Babits Mihály életműve (Budapest, 1941)
- Vaszary, 1941 (Petrovics Elekkel)
- A színház drámája (Budapest, 1947)
- Kultúra haláltánccal (Budapest, 1947)
- Örök Shakespeare (Budapest, 1948)
- Él még Bánk! (Budapest, 1951)
- Megyeri Károly; Művelt Nép, Budapest, 1956
- Főpróba után - Válogatott színibírálatok 1922-1945 (Budapest, 1956)
- Színház; szerk., vál. Kenessey Béla; Gondolat, Budapest, 1959
- Tegnaptól máig - Válogatott irodalmi tanulmányok (Budapest, 1961)

## Díjak, elismerések
- Baumgarten-díj (1929, 1936)
- Kossuth-díj (1960)